# Sandebeck
Sandebeck is een plaats in de Duitse gemeente Steinheim, deelstaat Noordrijn-Westfalen, en telde eind 2024, volgens cijfers van de gemeente Steinheim, 894 inwoners.

## Geografie en infrastructuur
Sandebeck ligt circa 8 kilometer ten zuidwesten van het stadje Steinheim (Noordrijn-Westfalen). Het ligt aan een belangrijke provinciale weg,  die Horn-Bad Meinberg in het noorden en Bad Driburg in het zuiden met elkaar verbindt.
Sandebeck heeft een klein station aan de lokaalspoorlijn Herford-Altenbeken-Paderborn, slechts enkele kilometers ten noorden van Station Altenbeken.
Het dorp, dat reeds in de 11e eeuw bestond, is fraai gelegen in het bosrijke Eggegebergte. Men kan er, ook meerdaagse, wandel- en fietstochten ondernemen.
De geschiedenis ervan verschilt weinig met die van de stad Steinheim,  waarvan Sandebeck sinds  begin 1970 een stadsdeel is.

## Afbeeldingen

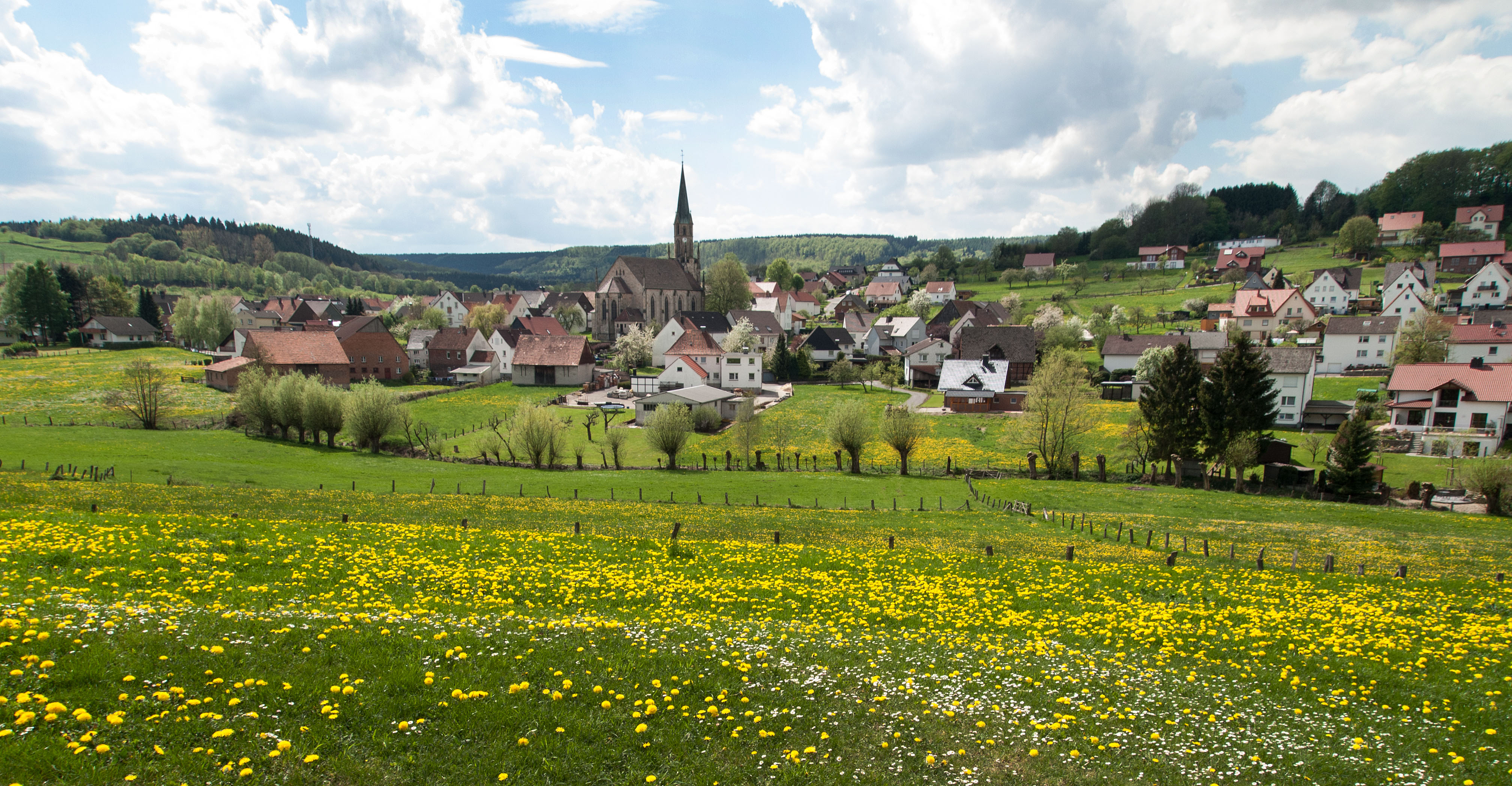
Gezicht op Sandebeck
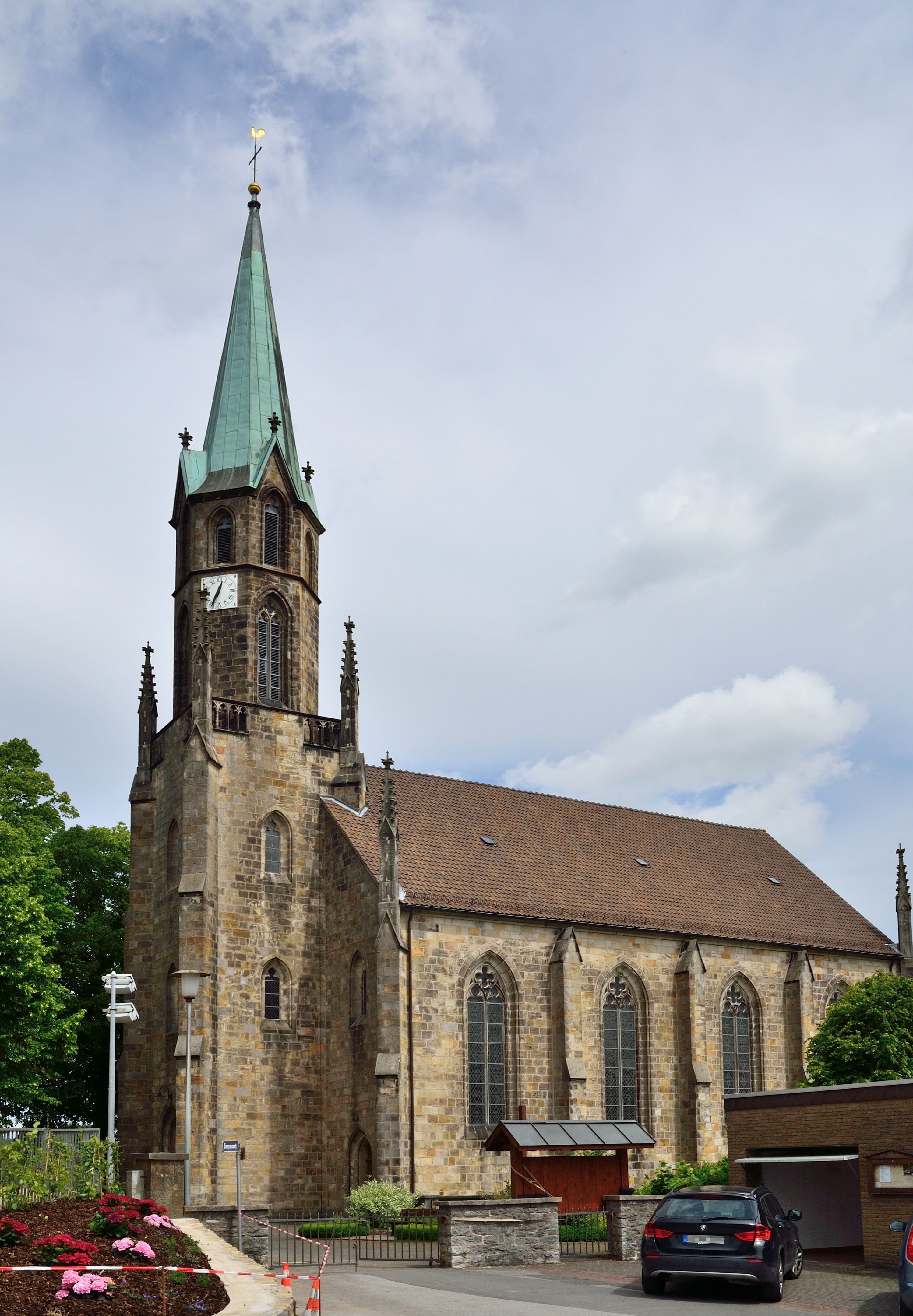
St.Dionysiuskerk (1861) te Sandebeck
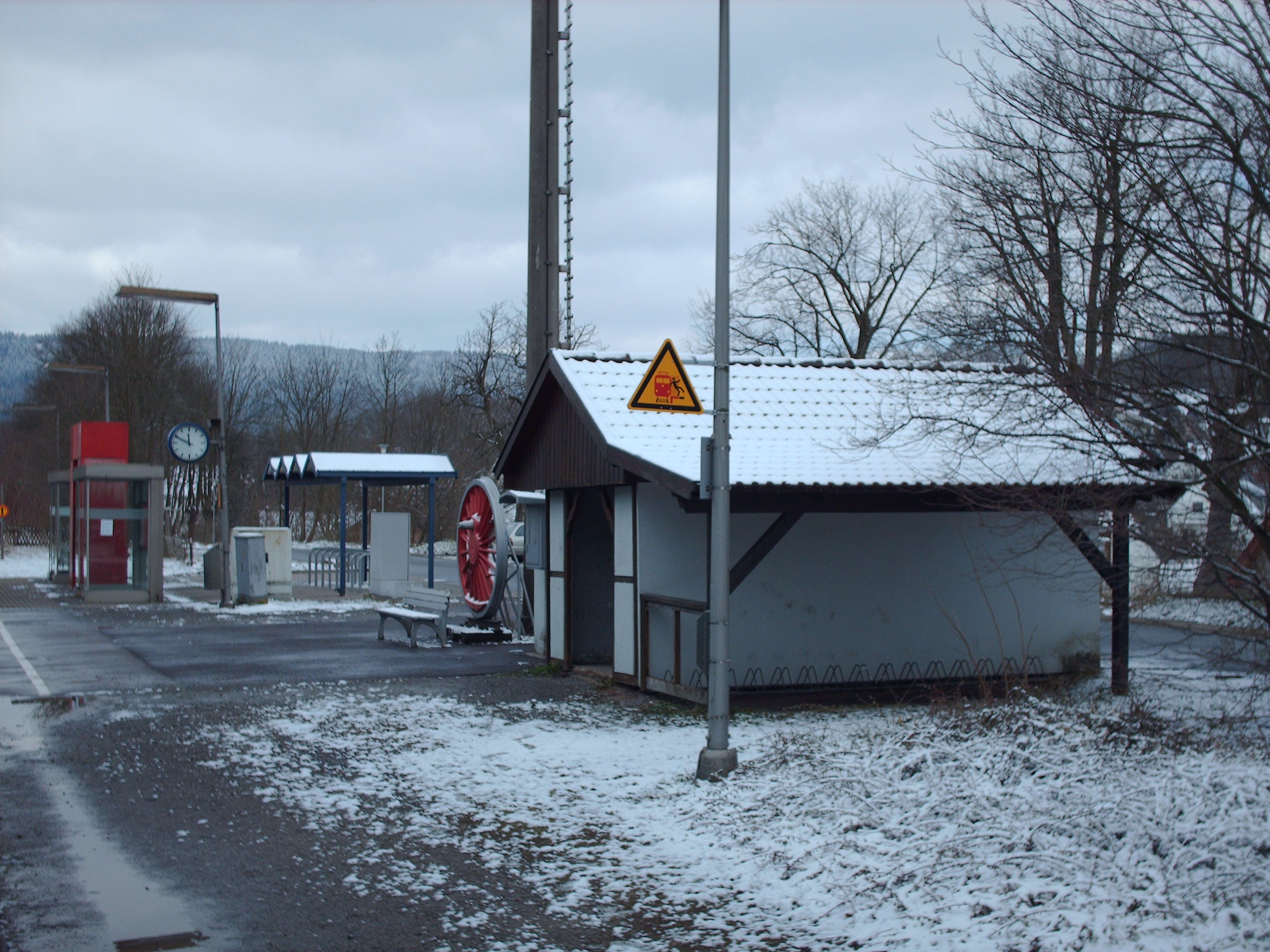
Stationnetje te Sandebeck